# 湘南台 (いわき市)
湘南台（しょうなんだい）は、福島県いわき市の大字である。郵便番号は971-8152。

## 地理
いわき市南東部の小名浜地区に属する。西で小名浜岡小名、東で小名浜上神白と隣接する。また、東側では小名浜下神白とも小名浜上神白を挟み近接する箇所がある。昭南通商による宅地造成に伴い、1990年に周囲の大字から分離新設された区域である。南北に縦断するメインアクセス路である市道湘南台1号線を境に西側が一丁目、東側が二丁目である。小名浜岡小名内に所在するいわき東警察署及び小名浜に所在する小名浜消防署がそれぞれ管轄にあたる。

### 主な字
字
- 一～二丁目

## 歴史
- 1990年 - 宅地造成に伴い、小名浜、小名浜岡小名、小名浜上神白、小名浜下神白より分離新設される[4]。

## 世帯数と人口
2023年10月31日現在の世帯数と人口は以下の通りである。
| 大字   | 世帯数  | 人口   |
| ------ | ------- | ------ |
| 湘南台 | 408世帯 | 1056人 |

## 小・中学校の学区
市立小・中学校に通う場合、学区は以下の通りとなる。
| 番地 | 小学校                   | 中学校                     |
| ---- | ------------------------ | -------------------------- |
| 全域 | いわき市立小名浜東小学校 | いわき市立小名浜第二中学校 |

## 交通

### 道路
- 市道湘南台1号線（メインとなるアクセス路）

## 施設
- 湘南台中央公園